# ته‌نشینی مقدماتی
ته‌نشینی مقدماتی (به انگلیسی: Sedimentation) فرایندی در تصفیه آب، که موجب جداسازی فیزیکی مواد جامد از آب می‌شود. در عمل ته‌نشینی کلیه موادی که چگالی نسبی آنها بیش از آب است، از طریق گرانش جداسازی می‌شوند. به عبارت دیگر در این مرحله ذرات مجزا ته‌نشین می‌شوند. ذرات مجزا به ذراتی گفته می‌شود که اندازه، شکل و وزن مخصوص آنها با زمان تغییر نمی‌کند. مانند سنگ ریزه، شن، ماسه و سایر مواد ریگ‌دار آب خام.
سرعت ته‌نشینی مواد به عوامل مختلفی مانند وزن مخصوص، قطر ذرات (قطر دو برابر شود سرعت چهار برابر می‌شود، قطر نصف شود سرعت یک چهارم می‌شود) و درجه حرارت آب بستگی دارد. (درجه حرارت بالا به علت دارا بودن ویسکوزیته کمتر در مراحل انعقاد-ته‌نشینی و صاف کردن سریعتر عمل تصفیه را انجام می‌دهد). هم چنین ترتیب قرار گرفتن حوض‌های ته‌نشینی به صورت سری (پشت سر هم) در ته‌نشین کردن مواد قابل ته‌نشینی موجود در آب نقش مؤثری خواهد داشت.